# Copa do Mundo FIFA Sub-20 de 2003
A Copa do Mundo FIFA Sub-20 de 2003 foi a 14ª edição da competição de futebol para jogadores de até 20 anos de idade. O torneio foi disputado nos Emirados Árabes Unidos entre 27 de novembro a 19 de dezembro com 24 equipes. O campeonato estava originalmente marcado para mais cedo, mas foi atrasado devido à Guerra do Iraque.
O campeão foi o Brasil após vencer a Espanha na final por 1–0.

## Qualificação
| Confederação                                  | Torneio qualificatório                  | Classificado(s)                                         |
| --------------------------------------------- | --------------------------------------- | ------------------------------------------------------- |
| AFC (Ásia)                                    | Campeonato Asiático Sub-20 de 2002      | Coreia do Sul Japão Arábia Saudita Uzbequistão          |
| CAF (África)                                  | Campeonato Africano Sub-20 de 2003      | Burquina Fasso Mali Egito Costa do Marfim               |
| CONCACAF (América do Norte, Central e Caribe) | Campeonato Sub-20 da CONCACAF de 2003   | Canadá México Estados Unidos Panamá                     |
| CONMEBOL (América do Sul)                     | Campeonato Sul-Americano Sub-20 de 2003 | Colômbia Brasil Argentina Paraguai                      |
| OFC (Oceania)                                 | Campeonato Sub-20 da OFC de 2003        | Austrália                                               |
| UEFA (Europa)                                 | Campeonato Europeu Sub-19 de 2002       | Espanha Eslováquia Tchéquia Inglaterra Irlanda Alemanha |
| País sede                                     | País sede                               | Emirados Árabes Unidos                                  |

## Sedes
| Cidade    | Estádio                             | Capacidade |
| --------- | ----------------------------------- | ---------- |
| Abu Dhabi | Estádio Sheikh Zayed                | 66.000     |
| Abu Dhabi | Estádio Al-Nahyan                   | 12.000     |
| Abu Dhabi | Estádio Mohammad Bin                | 15.000     |
| Al Ain    | Estádio Internacional Xeque Khalifa | 12.000     |
| Dubai     | Estádio Al-Maktoum                  | 12.000     |
| Dubai     | Estádio Al-Rashid                   | 18.000     |
| Sharjah   | Estádio Sharjah                     | 12,000     |

## Árbitros
Esta é a lista de árbitros e assistentes que atuaram na Copa do Mundo Sub-20 de 2003:
| Árbitros              | Assistentes                                    |
| AFC                   | AFC                                            |
| --------------------- | ---------------------------------------------- |
| SIN Shamsul Maidin    | THA Prachya Permpanich TKM Bengech Allaberdyev |
| BHR Rahman Al Delawar | QAT Ali Al Khalifi SYR Hamdi Al Kadrie         |
| KOR Kwon Jong Chul    | CHN Liu Tiejun HKG Lee Yau Tak                 |
| QAT Jassim Al Hail •  | UAE Salah Mohamed UAE Ahmad Wold Ghamail       |
| CAF                   |                                                |
| ALG Mohamed Benouza   | ALG Karim Berrahmoune ALG Brahim Djezzar       |
| SEN Abdou Diouf       | SEN Mamadou Ndoye SEN Magueye Sow              |
| CONCACAF              |                                                |
| USA Kevin Stott       | USA Chris Strickland CAN Simon Fearn           |
| MEX Benito Archundia  | PAN Vladimir Bertiaga HON Carlos Pastrana      |

| Árbitros               | Assistentes                                  |
| OFC                    | OFC                                          |
| ---------------------- | -------------------------------------------- |
| AUS Matthew Breeze     | AUS Matthew Cream AUS Nathan Gibson          |
| CONMEBOL               |                                              |
| ARG Horacio Elizondo   | ARG Claudio Rossi ARG Darío García           |
| COL Óscar Ruiz         | COL Daniel Wilson COL Eduardo Botero         |
| BRA Wilson de Souza    | BRA Ednilson Corona BRA Aristeu Tavares      |
| UEFA                   |                                              |
| BEL Frank De Bleeckere | BEL Peter Hermans BEL Mark Simons            |
| ITA Roberto Rosetti    | ITA Gabriele Contini ITA Alessandro Stagnoli |
| ESP Eduardo González   | ESP Clemente Ayete Plou ESP Rafael Guerrero  |
| SUI Massimo Busacca    | SUI Matthias Arnet SUI Franceso Buragina     |

• Trio reserva

## Fase de grupos

### Grupo A
| Seleção                | P | J | V | E | D | GP | GC | SG |
| ---------------------- | - | - | - | - | - | -- | -- | -- |
| Burquina Fasso         | 7 | 3 | 2 | 1 | 0 | 2  | 0  | +2 |
| Eslováquia             | 6 | 3 | 2 | 0 | 1 | 5  | 2  | +3 |
| Emirados Árabes Unidos | 4 | 3 | 1 | 1 | 1 | 3  | 5  | −2 |
| Panamá                 | 0 | 3 | 0 | 0 | 3 | 1  | 4  | −3 |

| 27 de novembro | Emirados Árabes Unidos | 1 – 4     | Eslováquia                                          | Estádio Sheikh Zayed, Abu Dhabi               |
| 20:30          | Al-Wehaibi 72'         | Relatório | Brezinsky 5' · Halenar 23' · Cech 48' · Holosko 81' | Público: 46 000 Árbitro: ARG Horacio Elizondo |

| 28 de novembro | Panamá | 0 – 1     | Burquina Fasso | Estádio Mohammad Bin, Abu Dhabi             |
| 20:30          |        | Relatório | Bance 81'      | Público: 4 500 Árbitro: ITA Roberto Rosetti |

| 1 de dezembro | Burquina Fasso | 1 – 0     | Eslováquia | Estádio Mohammad Bin, Abu Dhabi               |
| 17:45         | Zongo 6'       | Relatório |            | Público: 3 500 Árbitro: BHR Rahman Al-Delawar |

| 1 de dezembro | Panamá  | 1 – 2     | Emirados Árabes Unidos       | Estádio Mohammad Bin, Abu Dhabi                 |
| 20:30         | Gun 36' | Relatório | Shehab 18' (pen) · Saleh 80' | Público: 15 000 Árbitro: BEL Frank De Bleeckere |

| 4 de dezembro | Emirados Árabes Unidos | 0 – 0     | Burquina Fasso | Estádio Sheikh Zayed, Abu Dhabi         |
| 17:45         |                        | Relatório |                | Público: 13 000 Árbitro: COL Óscar Ruiz |

| 4 de dezembro | Eslováquia   | 1 – 0     | Panamá | Estádio Sheikh Zayed, Abu Dhabi             |
| 20:30         | Pecovsky 49' | Relatório |        | Público: 4 000 Árbitro: ALG Mohamed Benouza |

### Grupo B
| Seleção     | P | J | V | E | D | GP | GC | SG |
| ----------- | - | - | - | - | - | -- | -- | -- |
| Argentina   | 9 | 3 | 3 | 0 | 0 | 7  | 3  | +4 |
| Espanha     | 6 | 3 | 2 | 0 | 1 | 4  | 2  | +2 |
| Mali        | 3 | 3 | 1 | 0 | 2 | 4  | 7  | −3 |
| Uzbequistão | 0 | 3 | 0 | 0 | 3 | 3  | 6  | −3 |

| 28 de novembro | Argentina          | 2 – 1     | Espanha  | Estádio Sharjah, Sharjah                      |
| 17:45          | Fernández 50', 74' | Relatório | Gabi 25' | Público: 15 000 Árbitro: MEX Benito Archundia |

| 28 de novembro | Uzbequistão                | 2 – 3     | Mali                                     | Estádio Sharjah, Sharjah                    |
| 20:30          | Innomov 18' · Geynrikh 63' | Relatório | Diarra 4' · Berthe 51' · Coulibaly 90+1' | Público: 3 000 Árbitro: BRA Wilson de Souza |

| 1 de dezembro | Mali | 0 – 2     | Espanha                                | Estádio Sharjah, Sharjah               |
| 17:45         |      | Relatório | Juanfran 16' · Sergio García 77' (pen) | Público: 6 500 Árbitro: COL Óscar Ruiz |

| 1 de dezembro | Uzbequistão | 1 – 2     | Argentina                             | Estádio Sharjah, Sharjah                |
| 20:30         | Geynrikh 4' | Relatório | Fernández 70' · Cavenaghi 90+3' (pen) | Público: 8 500 Árbitro: SEN Abdou Diouf |

| 4 de dezembro | Argentina                                       | 3 – 1     | Mali             | Estádio Sharjah, Sharjah                       |
| 17:45         | Ferreyra 13' · Herrera 26' · Diakite 32' (g.c.) | Relatório | Berthe 48' (pen) | Público: 5 000 Árbitro: BEL Frank De Bleeckere |

| 4 de dezembro | Espanha     | 1 – 0     | Uzbequistão | Estádio Sharjah, Sharjah                    |
| 20:30         | Iniesta 15' | Relatório |             | Público: 4 000 Árbitro: SUI Massimo Busacca |

### Grupo C
| Seleção   | P | J | V | E | D | GP | GC | SG |
| --------- | - | - | - | - | - | -- | -- | -- |
| Austrália | 7 | 3 | 2 | 1 | 0 | 6  | 4  | +2 |
| Brasil    | 4 | 3 | 1 | 1 | 1 | 5  | 4  | +1 |
| Canadá    | 3 | 3 | 1 | 0 | 2 | 2  | 4  | −2 |
| Tchéquia  | 2 | 3 | 0 | 2 | 1 | 2  | 3  | −1 |

| 28 de novembro | Brasil                           | 2 – 0     | Canadá | Estádio Al-Rashid, Dubai                      |
| 17:45          | Daniel Carvalho 56' · Nilmar 84' | Relatório |        | Público: 13 150 Árbitro: ESP Eduardo Gonzáles |

| 28 de novembro | Tchéquia      | 1 – 1     | Austrália    | Estádio Al-Rashid, Dubai                |
| 20:30          | Limberský 24' | Relatório | McDonald 49' | Público: 8 200 Árbitro: SEN Abdou Diouf |

| 1 de dezembro | Austrália               | 2 – 1     | Canadá   | Estádio Al-Rashid, Dubai                   |
| 17:45         | Brosque 12' · McKay 54' | Relatório | Hume 33' | Público: 8 200 Árbitro: KOR Kwon Jong Chul |

| 1 de dezembro | Tchéquia      | 1 – 1     | Brasil       | Estádio Al-Rashid, Dubai                      |
| 20:30         | Limberský 34' | Relatório | Adaílton 37' | Público: 12 500 Árbitro: MEX Benito Archundia |

| 4 de dezembro | Brasil                          | 2 – 3     | Austrália                     | Estádo Al-Rashid, Dubai                      |
| 17:45         | Juninho 75' · Dudu Cearense 87' | Relatório | Danze 31', 37' · Dilevski 47' | Público: 10 000 Árbitro: ITA Roberto Rosetti |

| 4 de dezembro | Canadá   | 1 – 0     | Tchéquia | Estádio Al-Rashid, Dubai                     |
| 20:30         | Hume 80' | Relatório |          | Público: 4 000 Árbitro: ARG Horacio Elizondo |

### Grupo D
| Seleção    | P | J | V | E | D | GP | GC | SG |
| ---------- | - | - | - | - | - | -- | -- | -- |
| Japão      | 6 | 3 | 2 | 0 | 1 | 3  | 4  | −1 |
| Colômbia   | 5 | 3 | 1 | 2 | 0 | 4  | 1  | +3 |
| Egito      | 4 | 3 | 1 | 1 | 1 | 1  | 1  | 0  |
| Inglaterra | 1 | 3 | 0 | 1 | 2 | 0  | 2  | −2 |

| 29 de novembro | Colômbia | 0 – 0     | Egito | Estádio Al-Maktoum, Dubai                    |
| 17:45          |          | Relatório |       | Público: 11 000 Árbitro: SUI Massimo Busacca |

| 29 de novembro | Japão      | 1 – 0     | Inglaterra | Estádio Al-Maktoum, Dubai                |
| 20:30          | Sakata 54' | Relatório |            | Público: 12 000 Árbitro: USA Kevin Stott |

| 2 de dezembro | Inglaterra | 0 – 1     | Egito      | Estádio Al-Maktoum, Dubai                   |
| 17:45         |            | Relatório | Moteab 74' | Público: 12 000 Árbitro: SIN Shamsul Maidin |

| 2 de dezembro | Japão      | 1 – 4     | Colômbia                                                      | Estádio Al-Maktoum, Dubai                  |
| 20:30         | Sakata 75' | Relatório | de la Cuesta 35' · Castrillón 43' · Aguilar 65' · Rivas 90+3' | Público: 7 200 Árbitro: AUS Matthew Breeze |

| 5 de dezembro | Colômbia | 0 – 0     | Inglaterra | Estádio Al-Maktoum, Dubai                     |
| 17:45         |          | Relatório |            | Público: 9 210 Árbitro: BHR Rahman Al-Delawar |

| 5 de dezembro | Egito | 0 – 1     | Japão        | Estádio Al-Maktoum, Dubai                     |
| 20:30         |       | Relatório | Hirayama 79' | Público: 11 800 Árbitro: MEX Benito Archundia |

### Grupo E
| Seleção         | P | J | V | E | D | GP | GC | SG |
| --------------- | - | - | - | - | - | -- | -- | -- |
| Irlanda         | 7 | 3 | 2 | 1 | 0 | 6  | 3  | +3 |
| Costa do Marfim | 5 | 3 | 1 | 2 | 0 | 4  | 3  | +1 |
| Arábia Saudita  | 2 | 3 | 0 | 2 | 1 | 2  | 3  | −1 |
| México          | 1 | 3 | 0 | 1 | 2 | 2  | 5  | −3 |

| 29 de novembro | Arábia Saudita | 1 – 2     | Irlanda          | Estádio Internacional Xeque Khalifa, Al Ain |
| 17:45          | Al-Mahyani 49' | Relatório | Elliott 18', 77' | Público: 9 055 Árbitro: AUS Matthew Breeze  |

| 29 de novembro | México        | 1 – 2     | Costa do Marfim             | Estádio Internacional Xeque Khalifa, Al Ain |
| 20:30          | De Nigris 85' | Relatório | Tohoua 19' · Kone 58' (pen) | Público: 6 350 Árbitro: KOR Kwon Jong Chul  |

| 2 de dezembro | Costa do Marfim     | 2 – 2     | Irlanda                   | Estádio Internacional Xeque Khalifa, Al Ain  |
| 17:45         | Kone 12' (pen), 67' | Relatório | Paisley 36' · Elliott 74' | Público: 10 265 Árbitro: SUI Massimo Busacca |

| 2 de dezembro | México    | 1 – 1     | Arábia Saudita | Estádio Internacional Xeque Khalifa, Al Ain |
| 20:30         | Pinto 30' | Relatório | Majrashi 15'   | Público: 10 950 Árbitro: USA Kevin Stott    |

| 5 de dezembro | Arábia Saudita | 0 – 0     | Costa do Marfim | Estádio Internacional Xeque Khalifa, Al Ain |
| 17:45         |                | Relatório |                 | Público: 10 370 Árbitro: KOR Kwon Jong Chul |

| 5 de dezembro | Irlanda                 | 2 – 0     | México | Estádio Internacional Xeque Khalifa, Al Ain |
| 20:30         | Paisley 35' · Kelly 85' | Relatório |        | Público: 9 230 Árbitro: BRA Wilson de Souza |

### Grupo F
| Seleção        | P | J | V | E | D | GP | GC | SG |
| -------------- | - | - | - | - | - | -- | -- | -- |
| Estados Unidos | 6 | 3 | 2 | 0 | 1 | 6  | 4  | +2 |
| Paraguai       | 6 | 3 | 2 | 0 | 1 | 4  | 3  | +1 |
| Coreia do Sul  | 3 | 3 | 1 | 0 | 2 | 2  | 3  | −1 |
| Alemanha       | 3 | 3 | 1 | 0 | 2 | 3  | 5  | −2 |

| 29 de novembro | Paraguai      | 1 – 3     | Estados Unidos                       | Estádio Al-Nahyan, Abu Dhabi               |
| 17:45          | dos Santos 6' | Relatório | Johnson 53' · Magee 68' · Convey 81' | Público: 3 500 Árbitro: SIN Shamsul Maidin |

| 29 de novembro | Coreia do Sul                     | 2 – 0     | Alemanha | Estádio Al-Nahyan, Abu Dhabi                |
| 20:30          | Lee Ho-Jin 51' · Lee Jong-Min 70' | Relatório |          | Público: 8 000 Árbitro: ALG Mohamed Benouza |

| 2 de dezembro | Alemanha                                | 3 – 1     | Estados Unidos | Estádio Al-Nahyan, Abu Dhabi                |
| 17:45         | Huth 47' · Trochowski 60' · Kneissl 63' | Relatório | Whitbread 77'  | Público: 6 000 Árbitro: BRA Wilson de Souza |

| 2 de dezembro | Coreia do Sul | 0 – 1     | Paraguai      | Estádio Al-Nahyan, Abu Dhabi                |
| 20:30         |               | Relatório | Velásquez 14' | Público: 5 000 Árbitro: ITA Roberto Rosetti |

| 5 de dezembro | Paraguai               | 2 – 0     | Alemanha | Estádio Al-Nahyan, Abu Dhabi                 |
| 17:45         | López 39' · Valdez 57' | Relatório |          | Público: 6 000 Árbitro: ESP Eduardo Gonzáles |

| 5 de dezembro | Estados Unidos               | 2 – 0     | Coreia do Sul | Estádio Al-Nahyan, Abu Dhabi               |
| 20:30         | Johnson 13' (pen), 24' (pen) | Relatório |               | Público: 8 000 Árbitro: AUS Matthew Breeze |

### Melhores terceiros classificados
As melhores quatro seleções terceiro colocadas nos grupos também avançam para as oitavas-de-final.
| Seleção                | P | J | V | E | D | GP | GC | SG | Grupo |
| ---------------------- | - | - | - | - | - | -- | -- | -- | ----- |
| Egito                  | 4 | 3 | 1 | 1 | 1 | 1  | 1  | 0  | D     |
| Emirados Árabes Unidos | 4 | 3 | 1 | 1 | 1 | 3  | 5  | –2 | A     |
| Coreia do Sul          | 3 | 3 | 1 | 0 | 2 | 2  | 3  | -1 | F     |
| Canadá                 | 3 | 3 | 1 | 0 | 2 | 2  | 4  | -2 | C     |
| Mali                   | 3 | 3 | 1 | 0 | 2 | 4  | 7  | -3 | B     |
| Arábia Saudita         | 2 | 3 | 0 | 2 | 1 | 2  | 3  | –1 | E     |

## Fases finais
|  | Oitavas de final       | Oitavas de final       |                |   | Quartas de final | Quartas de final |                |                | Semifinais | Semifinais |  |  | Final | Final |
|  |                        |                        |                |   |                  |                  |                |                |            |            |  |  |       |       |
|  | 8 de Dezembro          |                        |                |   |                  |                  |                |                |            |            |  |  |       |       |
|  |                        |                        |                |   |                  |                  |                |                |            |            |  |  |       |       |
|  | Japão (a.p.)           | 2                      |                |   |                  |                  |                |                |            |            |  |  |       |       |
|  | Japão (a.p.)           | 2                      | 12 de Dezembro |   |                  |                  |                |                |            |            |  |  |       |       |
|  | Coreia do Sul          | 1                      |                |   |                  |                  |                |                |            |            |  |  |       |       |
|  | Coreia do Sul          | 1                      | Japão          | 1 |                  |                  |                |                |            |            |  |  |       |       |
|  | 9 de Dezembro          |                        | Japão          | 1 |                  |                  |                |                |            |            |  |  |       |       |
|  |                        | Brasil                 | 5              |   |                  |                  |                |                |            |            |  |  |       |       |
|  | Brasil (a.p.)          | Brasil                 | 5              | 2 |                  |                  |                |                |            |            |  |  |       |       |
|  | Brasil (a.p.)          |                        | 15 de Dezembro | 2 |                  |                  |                |                |            |            |  |  |       |       |
|  | Eslováquia             | 1                      |                |   |                  |                  |                |                |            |            |  |  |       |       |
|  | Eslováquia             | 1                      | Brasil         | 1 |                  |                  |                |                |            |            |  |  |       |       |
|  | 8 de Dezembro          |                        | Brasil         | 1 |                  |                  |                |                |            |            |  |  |       |       |
|  |                        | Argentina              | 0              |   |                  |                  |                |                |            |            |  |  |       |       |
|  | Argentina (a.p.)       | Argentina              | 0              | 2 |                  |                  |                |                |            |            |  |  |       |       |
|  | Argentina (a.p.)       | 12 de Dezembro         |                | 2 |                  |                  |                |                |            |            |  |  |       |       |
|  | Egito                  | 1                      |                |   |                  |                  |                |                |            |            |  |  |       |       |
|  | Egito                  | 1                      | Argentina      | 2 |                  |                  |                |                |            |            |  |  |       |       |
|  | 8 de Dezembro          |                        | Argentina      | 2 |                  |                  |                |                |            |            |  |  |       |       |
|  |                        | Estados Unidos         | 1              |   |                  |                  |                |                |            |            |  |  |       |       |
|  | Estados Unidos         | Estados Unidos         | 1              | 2 |                  |                  |                |                |            |            |  |  |       |       |
|  | Estados Unidos         |                        | 19 de Dezembro | 2 |                  |                  |                |                |            |            |  |  |       |       |
|  | Costa do Marfim        | 0                      |                |   |                  |                  |                |                |            |            |  |  |       |       |
|  | Costa do Marfim        | 0                      | Brasil         | 1 |                  |                  |                |                |            |            |  |  |       |       |
|  | 8 de Dezembro          |                        | Brasil         | 1 |                  |                  |                |                |            |            |  |  |       |       |
|  |                        | Espanha                | 0              |   |                  |                  |                |                |            |            |  |  |       |       |
|  | Burquina Fasso         | Espanha                | 0              | 0 |                  |                  |                |                |            |            |  |  |       |       |
|  | Burquina Fasso         | 12 de Dezembro         |                | 0 |                  |                  |                |                |            |            |  |  |       |       |
|  | Canadá                 | 1                      |                |   |                  |                  |                |                |            |            |  |  |       |       |
|  | Canadá                 | 1                      | Canadá         | 1 |                  |                  |                |                |            |            |  |  |       |       |
|  | 9 de Dezembro          |                        | Canadá         | 1 |                  |                  |                |                |            |            |  |  |       |       |
|  |                        | Espanha (a.p.)         | 2              |   |                  |                  |                |                |            |            |  |  |       |       |
|  | Paraguai               | Espanha (a.p.)         | 2              | 0 |                  |                  |                |                |            |            |  |  |       |       |
|  | Paraguai               |                        | 15 de Dezembro | 0 |                  |                  |                |                |            |            |  |  |       |       |
|  | Espanha                | 1                      |                |   |                  |                  |                |                |            |            |  |  |       |       |
|  | Espanha                | 1                      | Espanha        | 1 |                  |                  |                |                |            |            |  |  |       |       |
|  | 9 de Dezembro          |                        | Espanha        | 1 |                  |                  |                |                |            |            |  |  |       |       |
|  |                        | Colômbia               | 0              |   | Terceiro lugar   | Terceiro lugar   |                |                |            |            |  |  |       |       |
|  | Austrália              | Colômbia               | 0              | 0 | Terceiro lugar   | Terceiro lugar   |                |                |            |            |  |  |       |       |
|  | Austrália              | 12 de Dezembro         | 12 de Dezembro | 0 |                  |                  | 19 de Dezembro | 19 de Dezembro |            |            |  |  |       |       |
|  | Emirados Árabes Unidos | 12 de Dezembro         | 12 de Dezembro | 1 |                  |                  | 19 de Dezembro | 19 de Dezembro |            |            |  |  |       |       |
|  | Emirados Árabes Unidos | Emirados Árabes Unidos | 0              | 1 | Argentina        | 1                |                |                |            |            |  |  |       |       |
|  | 9 de Dezembro          | Emirados Árabes Unidos | 0              |   | Argentina        | 1                |                |                |            |            |  |  |       |       |
|  |                        | Colômbia               | 1              |   | Colômbia         | 2                |                |                |            |            |  |  |       |       |
|  | Irlanda                | Colômbia               | 1              | 2 | Colômbia         | 2                |                |                |            |            |  |  |       |       |
|  | Irlanda                |                        |                | 2 |                  |                  |                |                |            |            |  |  |       |       |
|  | Colômbia (a.p.)        | 3                      |                |   |                  |                  |                |                |            |            |  |  |       |       |
|  | Colômbia (a.p.)        | 3                      |                |   |                  |                  |                |                |            |            |  |  |       |       |

### Oitavas-de-final
| 8 de dezembro | Japão            | 2 – 1 (pro) | Coreia do Sul     | Estádio Al-Nahyan, Abu Dhabi                 |
| 18:00         | Sakata 82', 105' | Relatório   | Choi Sung-Kuk 38' | Público: 5 500 Árbitro: ARG Horacio Elizondo |

| 8 de dezembro | Burquina Fasso | 0 – 1     | Canadá      | Estádio Al-Nahyan, Abu Dhabi               |
| 21:00         |                | Relatório | Simpson 59' | Público: 5 000 Árbitro: KOR Kwon Jong-Chul |

| 8 de dezembro | Argentina           | 2 – 1 (pro) | Egito       | Estádio Al-Maktoum, Dubai                    |
| 18:00         | Cavenaghi 27', 114' | Relatório   | Metwaly 42' | Público: 10 800 Árbitro: SUI Massimo Busacca |

| 8 de dezembro | Estados Unidos              | 2 – 0     | Costa do Marfim | Estádio Al-Maktoum, Dubai              |
| 21:00         | Mapp 7' · Johnson 43' (pen) | Relatório |                 | Público: 3 210 Árbitro: COL Óscar Ruiz |

| 9 de dezembro | Brasil        | 2 – 1 (pro) | Eslováquia | Estádio Sharjah, Sharjah                      |
| 18:00         | Dudu 83', 95' | Relatório   | Šebo 61'   | Público: 12 800 Árbitro: ESP Eduardo González |

| 9 de dezembro | Austrália | 0 – 1     | Emirados Árabes Unidos | Estádio Sharjah, Sharjah                     |
| 21:00         |           | Relatório | Matar 89'              | Público: 13 500 Árbitro: BRA Wilson de Souza |

| 9 de dezembro | Paraguai | 0 – 1     | Espanha           | Estádio Internacional Xeque Khalifa, Al Ain  |
| 18:00         |          | Relatório | Sergio García 66' | Público: 9 250 Árbitro: MEX Benito Archundia |

| 9 de dezembro | Irlanda                    | 2 – 3 (pro) | Colômbia                                | Estádio Internacional Xeque Khalifa, Al Ain    |
| 21:00         | Doyle 85' · McCarthy 90+2' | Relatório   | Perea 11' · Montaño 70' · Carrillo 104' | Público: 6 860 Árbitro: BEL Frank De Bleeckere |

### Quartas-de-final
| 12 de dezembro | Canadá   | 1 – 2 (pro) | Espanha                     | Estádio Mohammed Bin Zayed, Abu Dhabi        |
| 18:00          | Hume 53' | Relatório   | Iniesta 35' · Arizmendi 95' | Público: 15 000 Árbitro: BRA Wilson de Souza |

| 12 de dezembro | Estados Unidos | 1 – 2 (pro) | Argentina                               | Estádio Mohammed Bin Zayed, Abu Dhabi         |
| 21:00          | Convey 59'     | Relatório   | Mascherano 90+4' · Cavenaghi 100' (pen) | Público: 15 500 Árbitro: ESP Eduardo González |

| 12 de dezembro | Colômbia    | 1 – 0     | Emirados Árabes Unidos | Estádio Al-Maktoum, Dubai                     |
| 18:00          | Montaño 14' | Relatório |                        | Público: 13 000 Árbitro: ARG Horacio Elizondo |

| 12 de dezembro | Japão        | 1 – 5     | Brasil                                                   | Estádio Al-Maktoum, Dubai               |
| 21:00          | Hirayama 89' | Relatório | Daniel Carvalho 2', 13' · Kléber 15' · Nilmar 34', 90+1' | Público: 10 000 Árbitro: COL Óscar Ruiz |

### Semifinais
| 15 de dezembro | Brasil   | 1 – 0     | Argentina | Estádio Mohammed Bin Zayed, Abu Dhabi         |
| 18:00          | Dudu 65' | Relatório |           | Público: 16 000 Árbitro: MEX Benito Archundia |

| 15 de dezembro | Espanha           | 1 – 0     | Colômbia | Estádio Al-Maktoum, Dubai                      |
| 21:00          | Iniesta 86' (pen) | Relatório |          | Público: 5 700 Árbitro: BEL Frank De Bleeckere |

### Terceiro lugar
| 19 de dezembro | Colômbia                      | 2 – 1     | Argentina      | Estádio Sheikh Zayed, Abu Dhabi             |
| 18:00          | Carrillo 16' · Castrillón 62' | Relatório | Ferreyra 45+1' | Público: 55 000 Árbitro: AUS Matthew Breeze |

### Final
| 19 de dezembro | Espanha | 0 – 1             | Brasil          | Estádio Sheikh Zayed, Abu Dhabi              |
| 20:45          |         | Relatório Imagens | Fernandinho 87' | Público: 55 000 Árbitro: ITA Roberto Rosetti |

| Espanha | Brasil |

|                     |    |               |                               |                 |
|                     |    |               |                               |                 |
| G                   | 1  | Riesgo        |                               |                 |
| LD                  | 2  | Bouzón        |                               |                 |
| Z                   | 5  | Melli         |                               |                 |
| Z                   | 21 | Carlos Garcia |                               |                 |
| LE                  | 22 | Peña          |                               |                 |
| V                   | 8  | Vitolo        |                               |                 |
| V                   | 16 | Gabi          | Penalizado com cartão amarelo | Substituído     |
| M                   | 17 | Juanfran      |                               |                 |
| M                   | 19 | Iniesta       |                               |                 |
| A                   | 11 | Pina          |                               | Substituído     |
| A                   | 7  | Sergio García |                               |                 |
| Substituições:      |    |               |                               |                 |
|                     | '  | Manu          |                               | Entrou em campo |
|                     | '  | Gavilan       |                               | Entrou em campo |
| Treinador:          |    |               |                               |                 |
| José Armando Ufarte |    |               |                               |                 |

|                |    |                    |                               |                 |
|                |    |                    |                               |                 |
| G              | 1  | Jefferson          |                               |                 |
| LD             | 2  | Daniel Alves       | Penalizado com cartão amarelo |                 |
| Z              | 3  | Alcides            |                               |                 |
| Z              | 4  | Adaílton           |                               |                 |
| LE             | 6  | Adriano            | Penalizado com cartão amarelo |                 |
| V              | 5  | Jardel             |                               |                 |
| V              | 7  | Dudu Cearense      |                               |                 |
| M              | 8  | Juninho            |                               |                 |
| M              | 11 | Daniel Carvalho    |                               | Substituído     |
| A              | 10 | Kléber "Gladiador" |                               |                 |
| A              | 9  | Nilmar             |                               | Substituído     |
| Substituições: |    |                    |                               |                 |
| V              | '  | Fernandinho        |                               | Entrou em campo |
| M              | '  | Andrezinho         |                               | Entrou em campo |
| M              | '  | Dagoberto          |                               | Entrou em campo |
| Treinador:     |    |                    |                               |                 |
| Marcos Paquetá |    |                    |                               |                 |

## Premiação
| Campeonato Mundial de Futebol Sub-20 2003 |
| Brasil                                    |
| ----------------------------------------- |
| BRASIL Campeão (4º título)                |

| Chuteira de Ouro      | Chuteira de Prata  | Chuteira de Bronze |
| --------------------- | ------------------ | ------------------ |
| USA Eddie Johnson     | JPN Daisuke Sakata | BRA Dudu Cearense  |
| Bola de Ouro          | Bola de Prata      | Bola de Bronze     |
| UAE Ismail Matar      | BRA Dudu Cearense  | BRA Daniel Alves   |
| Troféu FIFA Fair Play |                    |                    |
| Colômbia              |                    |                    |

## Artilharia
| 4 golos - Fernando Cavenaghi - Dudu Cearense - Daisuke Sakata - Eddie Johnson | 3 gols - Arouna Kone - Iniesta - Daniel Carvalho - Stephen Elliott - Leandro Fernández - Iain Hume - Nilmar | 2 golos - Osmar Ferreyra - Anthony Danze - Erwin Carrillo - Jaime Castrillón - Victor Montano - David Limberský - Stephen Paisley - Sota Hirayama - Mamadi Berthe - Sergio Garcia - Bobby Convey - Alexander Geynrikh | 1 golo - 57 jogadores com 1 golo. |